# Petrus Comestor
Petrus Comestor (Pierre le Mangeur) (Troyes, ca. 1100 - 1179) was theoloog en vanaf 1168 kanselier van de kathedraalschool van Parijs. Hij is bekend omwille van zijn monumentaal geschrift Historia Scholastica, dat de belangrijkste bron werd voor tal van historiebijbels.

## Leven
Petrus Comestor werd rond 1100 geboren in Troyes, de stad waar hij ook zijn studies theologie zou aanvangen. Later studeerde hij ook in Tours en Parijs.
In 1158 of 1159 bezette hij een leerstoel aan de kathedraalschool van de Notre-Dame in Parijs waar hij in 1168 kanselier van werd.

## Werk

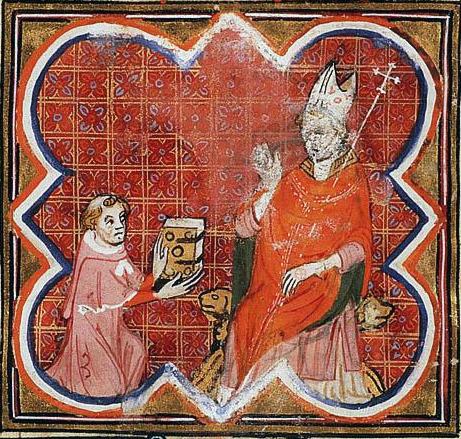
Petrus Comestor schenkt zijn boek aan aartsbisschop Guillaume van Sens

Comestor schreef verscheidene theologische werken en stelde verzamelingen glossen samen. Zijn bekendste werk echter was de Historia Scholastica, een monumentaal werk dat tot stand kwam tussen 1169 en 1175. Comestor vertelt er in proza de Bijbel in na, om te gebruiken in het theologie-onderwijs. Hij voegde allerlei toepasselijke informatie uit andere niet-Bijbelse (historische, geografische...) bronnen toe en trachtte zo Bijbelpassages uit te leggen en aan te vullen. Deze mix van navertelling en exegese, aangevuld met historische en geografische kennis, leverde een studieboek op dat nog vele eeuwen in gebruik zou blijven.

## Bijnaam
Comedere, het Latijnse werkwoord waar Comestor van is afgeleid, betekent zoveel als 'helemaal opeten'. Een van de beroemdste middeleeuwse theologen werd dus, vrij vertaald, 'Peter de Eter' genoemd. Een andere bijnaam van deze Petrus luidde Manducator, wat 'kauwen' betekent. Petrus dankte deze bijnamen aan zijn legendarische werklust en belezenheid.
- Bibsys: 99053695
- Biblioteca Nacional de España: XX1022222
- Bibliothèque nationale de France: cb12546671r (data)
- Gemeinsame Normdatei: 118828851
- International Standard Name Identifier: 0000 0000 8343 1084
- Library of Congress Control Number: nr90001471
- Nationale Bibliotheek van Tsjechië: ola2002159436
- Nationale Bibliotheek van Israël: 987007266399405171
- Nederlandse Thesaurus van Auteursnamen: 071385274
- Réseau des bibliothèques de Suisse occidentale: 02-A000129848
- Istituto Centrale per il Catalogo Unico: RMLV023517
- SNAC: w61g1c2s
- Système universitaire de documentation: 068525869
- Union List of Artist Names: 500069015
- Virtual International Authority File: 40175167
- WorldCat: E39PCjF4h4Cd9hcv8xf9G8PVJC